# Timberville
Timberville ist eine Stadt im Rockingham County im US-Bundesstaat Virginia. Das U.S. Census Bureau hat bei der Volkszählung 2020 eine Einwohnerzahl von 2963 ermittelt.

## Geografie
Nach Angaben des United States Census Bureau hat die Stadt eine Gesamtfläche von 3,51 km².

## Geschichte
Vor der europäischen Kolonialisierung war das Land, auf dem Timberville liegt, Tausende von Jahren von indigenen Völkern bewohnt. Die frühesten Siedler aus Europa von Timberville waren hauptsächlich Deutsche aus Pennsylvania, die in das Shenandoah Valley einwanderten.

## Politik
| Amtszeit   | Name                         | Partei/Person | Partei/Person |
| ---------- | ---------------------------- | ------------- | ------------- |
| 1992–2000  | Charles Mac W. McCauley      |               |               |
| 2000–2004  | Charles Mac W. McCauley      |               |               |
| 2004–2020  | Donald Perry Delaughter, Jr. |               |               |
| 2020–heute | Donald Perry Delaughter, Jr. |               |               |

## Demografie
Bei der Volkszählung von 2010 betrug die Einwohnerzahl 2522, was einen deutlichen Anstieg gegenüber den 1739 bei der Volkszählung von 2000 darstellte. Bei der letzten Volkszählung im Jahr 2020 war die Bevölkerung weiter auf 2963 Personen angewachsen.
Von der Herkunft her waren 2010 30 % der Bewohner von Timberville Deutsche, 11 % Engländer, 8 % Iren, 3 % Mexikaner und 2 % Holländer. Schottisch-irische, Italiener, Russen, Schotten, Franzosen, Schweizer, Polen, Frankokanadier und Jugoslawen machten jeweils 1 % aus.

### Bevölkerungsentwicklung
| Jahr | Einwohner | %±      |
| ---- | --------- | ------- |
| 1880 | 0112      | —       |
| 1900 | 0173      | —       |
| 1910 | 0240      | 038,7 % |
| 1920 | 0277      | 015,4 % |
| 1930 | 0302      | 09,0 %  |
| 1940 | 0253      | −16,2 % |
| 1950 | 0271      | 07,1 %  |
| 1960 | 0412      | 052,0 % |
| 1970 | 0959      | 132,8 % |
| 1980 | 1510      | 057,5 % |
| 1990 | 1596      | 05,7 %  |
| 2000 | 1739      | 09,0 %  |
| 2010 | 2522      | 045,0 % |
| 2020 | 2963      | 017,5 % |

## Transport
Die wichtigsten Zufahrtsstraßen nach Timberville sind die Virginia State Route 42 und die Virginia State Route 211. Die SR 42 führt nach Norden und Süden und verbindet sich im Süden mit der Virginia State Route 259 in Broadway. Im Norden führt die SR 42 hauptsächlich durch ländliche Gebiete des südwestlichen Shenandoah County. Die SR 211 führt von Timberville nach Osten und verbindet sich in New Market mit der Interstate 81 und der US Route 211.